# Langenheim
Langenheim is een plaats in de Duitse gemeente Petersaurach, deelstaat Beieren.